# Massenversand
Massenversand bezieht sich allgemein auf Post, die in Massen und mit herabgesetzten Gebühren verschickt wird. Der Ausdruck verrät keine bestimmte Absicht für den Versand; er ist  kein Synonym für „Papierkorbpost“, auch "Spam" genannt.
Zum Beispiel in Amerika: der United States Postal Service definiert den Massenversand als „Mengen Post, die zum Verschicken bei reduzierten Postgebühren vorbereitet sind.“ Diese Vorbereitung beinhaltet Vorsortierung und Verpackung in Behälter mit ZIP-Code.  Die Behälter werden mit einem Ladeverzeichnis zu einer Stelle bei der Post, die „Massenversandsempfang“ genannt wird. Mithilfe der Vorsortierung und der Benutzung der Behälter ist der Versand,  in Massen und Stückweise, von Massenversandscentern vollautomatisiert worden. 
Massenversand steht inzwischen auch für zahlreiche digitale Nachrichtenformate wie E-Mail, SMS und MMS. E-Mail-Massenversand wird umgangssprachlich als Spam bezeichnet, da aufgrund der geringen Kosten und geringen technischen Hürden beim Versand von E-Mail dieses Format regelrecht einlädt zum Missbrauch. SMS-Massenversand und MMS-Massenversand wird von den Mobilfunknetzbetreibern stark überwacht, so dass ein Missbrauch im Sinne der Begriffserklärung: Spam kaum vorkommt.

## Papierkorbpost
Obwohl Massenversand und Papierkorbpost (bei der elektronischen Post: Spam) streng gesagt nicht in ihrer Bedeutung übereinstimmen, werden die beiden Ausdrücke in der Umgangssprache für unerwünschte Einladungen verwendet, die mit der Post (typischerweise, aber nicht unbedingt, als Massenversand) an Bürger und Unternehmen geschickt werden.